# Haute vallée du Fium Grossu
Haute vallée du Fium Grossu este o arie protejată (arie de protecție specială avifaunistică — SPA) din Franța întinsă pe o suprafață de 1.492,4 ha, integral pe uscat.

## Localizare
Centrul sitului Haute vallée du Fium Grossu este situat la coordonatele 42°12′N 9°00′E / 42.2°N 9°E.

## Înființare
Situl Haute vallée du Fium Grossu a fost declarat arie de protecție specială avifaunistică în baza directivei 79/409 din 1979 referitoare la conservarea păsărilor sălbatice pentru a proteja 4 specii de animale.

## Biodiversitate
Situată în ecoregiunea mediteraneană, aria protejată nu include niciun habitat protejat.
La baza desemnării sitului se află mai multe specii protejate de  păsări (4): uliu porumbar (Accipiter gentilis arrigonii), acvilă de munte (Aquila chrysaetos), zăgan (Gypaetus barbatus), Sitta whiteheadi.